# 연합기동부대 151

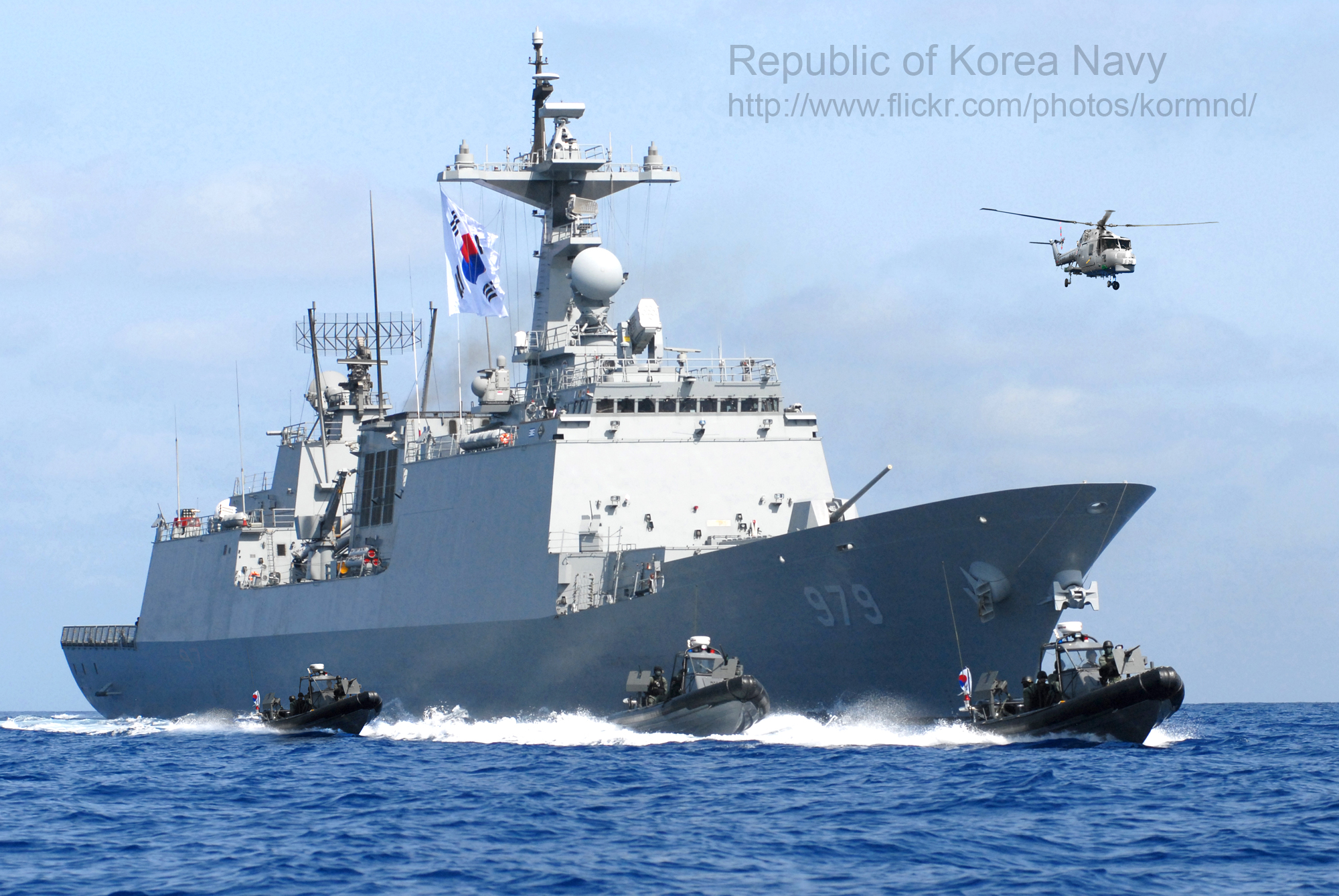
2010년 대한민국 역사상 최초로 연합함대 기함이 된 강감찬함

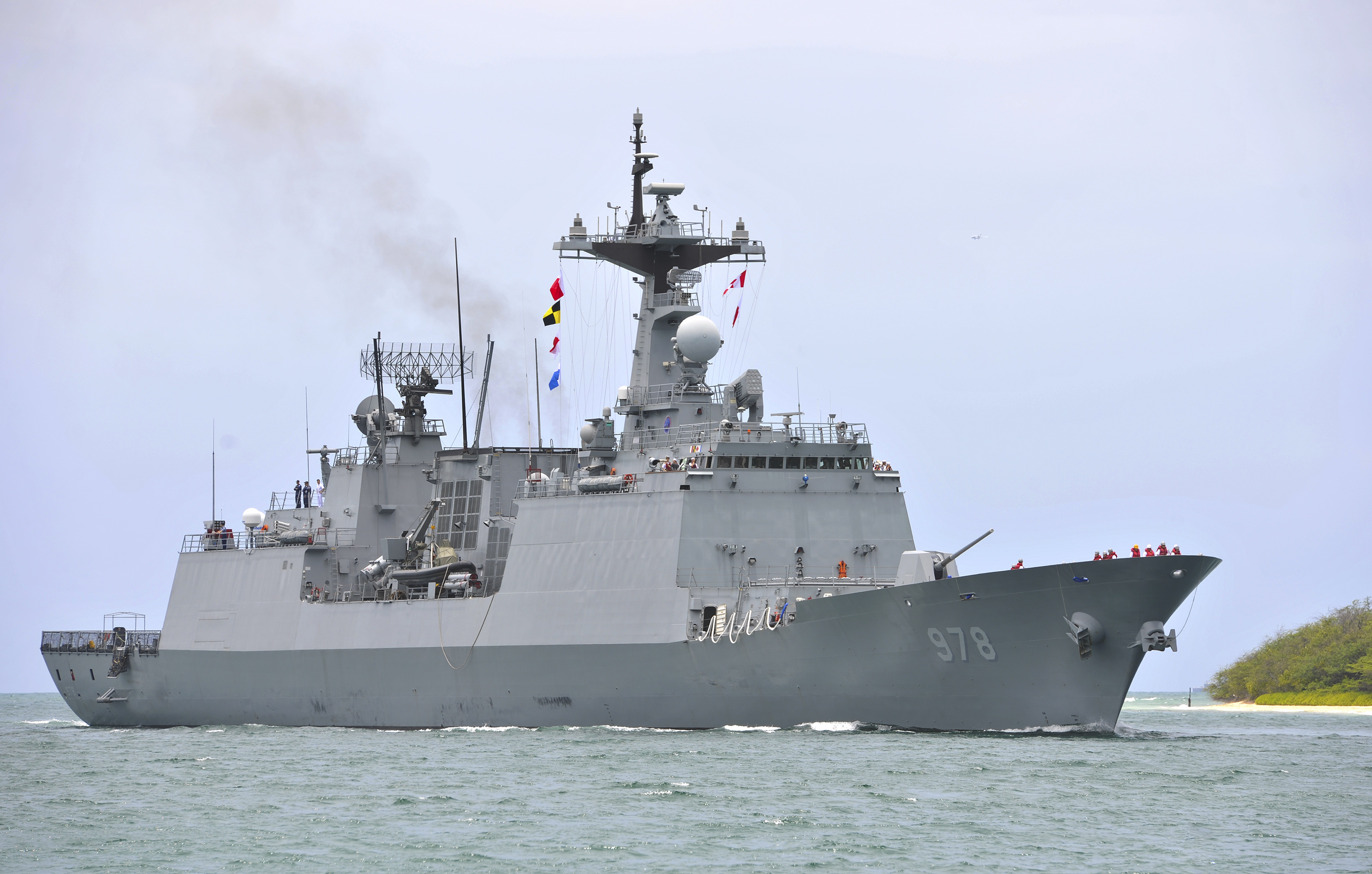
2010년 대한민국 역사상 2번째로 연합함대 기함이 된 왕건함

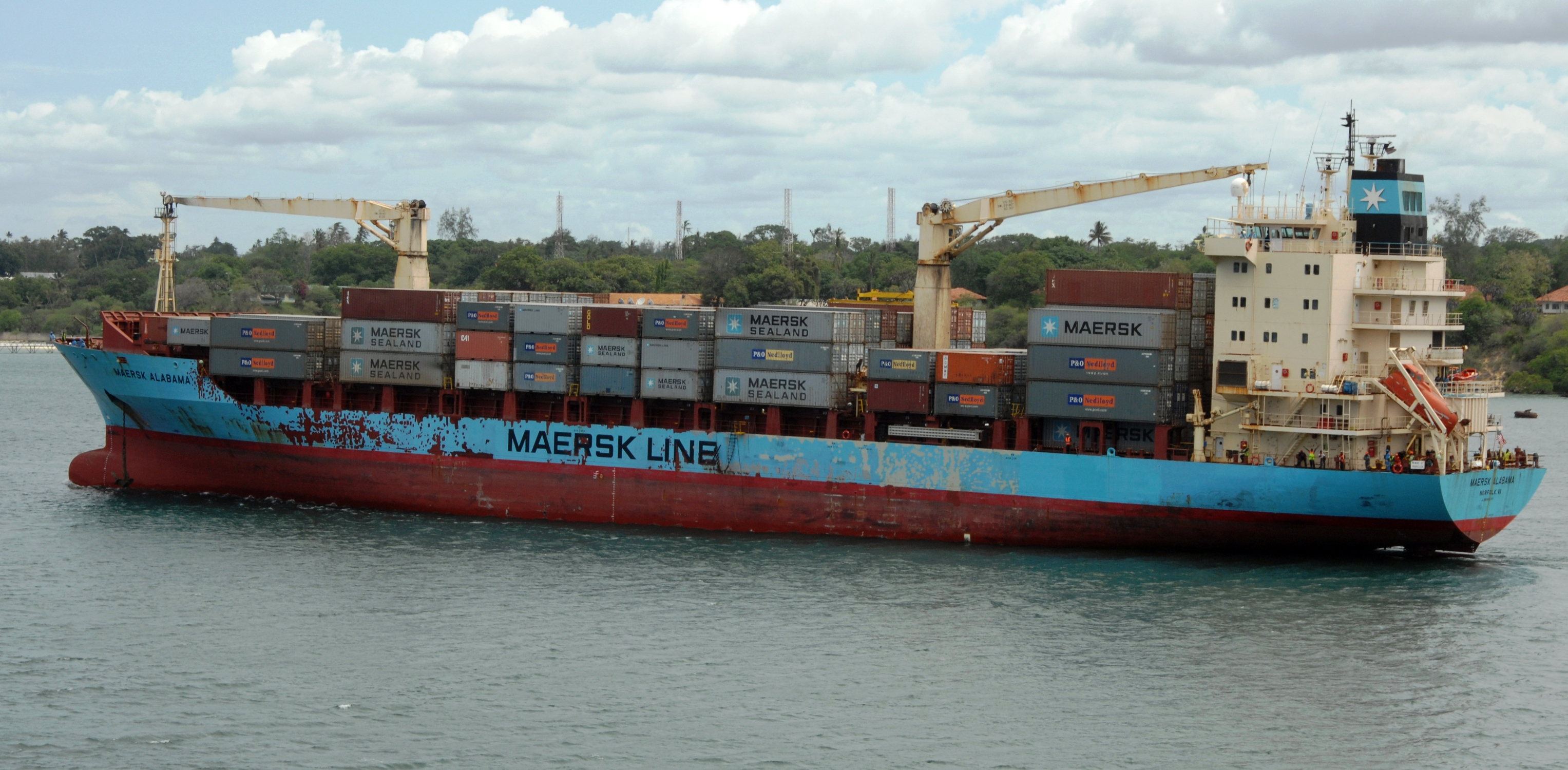
2009년 선장이 납치되었던 머스크 앨라배마호

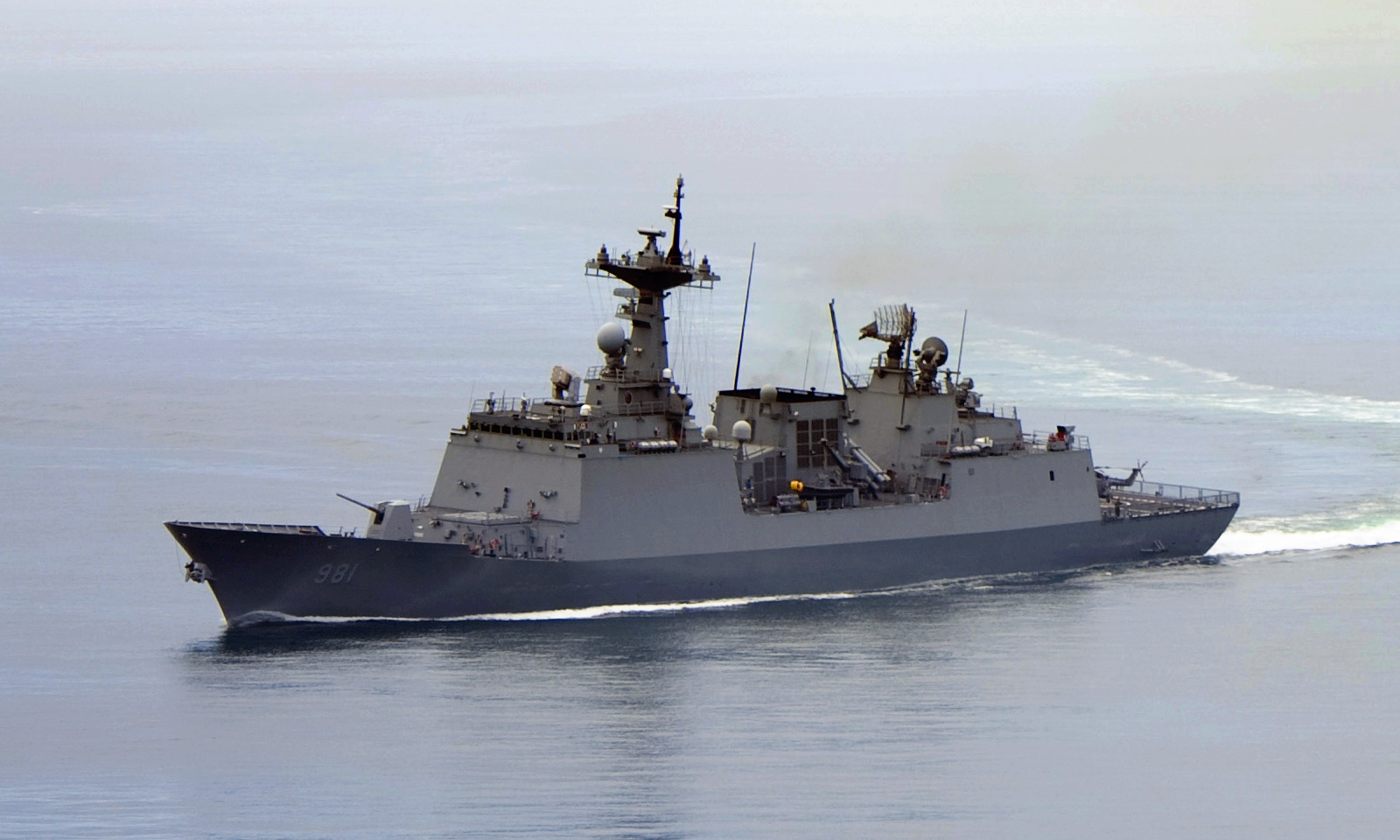
2011년 아덴만 여명 작전을 실시한 최영함

연합기동부대 151(영어: Combined Task Force 151 (CTF-151))은 2002년 9월 11일 테러 사건을 계기로 2009년 1월 1일 소말리아 해적을 소탕하기 위해 구성된 다국적 연합 해군이다. 합동 해양군을 이루는 하나의 태스크포스로서 미국 해군 중부사령부(CENTCOM)의 통제를 받고 있다.
연합기동부대 151는 창설 당시 USS 샌안토니오 (LPD-17), USS 마한 (DDG-72), HMS 포틀랜드 (F79) 등으로 구성되었으며, USS 샌안토니오 (LPD-17)이 최초의 함대기함이 되었다. 점차 참가국이 늘어나 20개국의 해군이 참여했었다.
4 ~ 6개월 간격으로 참가국별로 임무대의 지휘관이 교대되며, 기함은 해당 지휘관이 타고 있는 함정으로 바뀐다.

## 대한민국
2010년 4월 21일, 제7기동전단장인 이범림(해사 36기, 51) 준장이 연합태스크포스-151 함대 사령관이 되었다. 한국 해군 지휘관으로서 다국적군의 지휘임무를 맡은 것은 해군 역사상 처음이다. 8월 31일까지 연합함대를 지휘한다. 이범림 준장은 청해부대(강감찬함)를 기함으로 하고, 참가국에서 파견된 21명의 다국적군 참모단(우리 해군장교 8명 포함)의 보좌를 받아 CTF-151을 지휘·통제하였다.
2012년 6월 18일, 해군작전사령부 예하 제7기동전단장 정안호 해군 준장(해사 38기, 51)이 9월19일까지 3개월간 CTF-151 부대 지휘관으로 활동했다. CTF-151은 아덴만과 소말리아 동부 해상에서 대해적 작전을 전담하기 위해 2009년 1월1일 연합해군사령부 예하에 창설된 다국적군 부대다. 한국·미국·영국·터키·파키스탄 등에서 파견된 함정들로 편성돼 있으며 3~4개월 주기로 함정 파견국에서 지휘관 임무를 교대로 수행한다. 정 준장은 청해부대(왕건함)를 기함으로 하고 참가국에서 파견된 21명의 다국적군 참모단(우리 해군장교 10명 포함) 보좌를 받아 CTF-151을 지휘․통제했다. 한국 해군 장성이 CTF-151 지휘관 임무를 수행하는 것은 이번이 두 번째다.

## 캡틴 필립스
2009년 4월 8일, 미국 선적으로 세계식량계획의 원조물품을 소말리아 동남부 지역으로 운송하던 머스크 앨라배마호가 에일에서 남동쪽으로 약 460km 떨어진 지점에서 소말리아 해적들에게 나포됐다. 이 화물선은 지부티 항구로 원조 식량을 운송한 후 케냐의 몸바사 항구로 가는 중이었다. 언론보도에 따르면 미국 선원 20명은 선박이 피랍된 지 몇 시간 만에 해적들을 물리쳤으며 이 과정에서 리처드 필립스 선장이 해적에게 인질로 붙잡혔다.
2013년 영화 캡틴 필립스에서 톰 행크스가 리처드 필립 선장으로 나온다.
선장을 납치한 해적 중 3명은 CTF-151 함대의 데브그루에 사살되고, 1명은 체포되었다. 리처드 필립스 선장을 억류했던 에일 도시에 근거지를 둔 해적단체 두목은 공개적으로 복수를 천명했다. 2009년 4월14일 발생한 미국 화물선 리버티선호에 대한 공격은 이러한 위협 의지를 실천한 것으로 보인다. 2009년 11월 , 머스크 앨라배마호가 재공격을 받았지만 무장한 안전요원, 회피기동, 장거리 음향장비 등으로 해적들을 물리쳤다.

## 참가국
- 뉴질랜드 해군
- 네덜란드 해군
- 대한민국 해군
- 독일 해군
- 미국 해군
- 싱가포르 해군
- 스페인 해군
- 영국 해군
- 오스트레일리아 해군
- 이탈리아 해군
- 일본 해상자위대
- 튀르키예 해군
- 캐나다 해군
- 파키스탄 해군
- 프랑스 해군
- 포르투갈 해군

## 같이 보기
- 연합기동부대 150 - 해상 보안
- 연합기동부대 152 - 걸프 만, 오만만, 인도양 해상 보안
- 연합기동부대 158 - 이라크